# سیارک ۳۱۲۳۱
سیارک ۳۱۲۳۱ (به انگلیسی: 31231 Uthmann، نامگذاری:1998CA) سی و یک هزار و دویست و سی و یکمین سیارک کشف شده‌است که در ۱ فوریه ۱۹۹۸ کشف شد.